# Charles Forbes
Charles Morton Forbes, född 22 november 1880, död 28 augusti 1960, var en brittisk sjömilitär.
Charles Forbes inträdde vid flottan 1893, deltog under första världskriget i Dardanellerföretaget och Skagerrakslaget där han tjänstgjorde i Jellicoes stab. Han var 1925–1928 chef för amiralitetets artilleriavdelning. 1928 blev Forbes konteramiral, tjänstgjorde 1932–1934 som 3:e sjölord och blev under tiden 1933 viceamiral. Han blev 1936 amiral och var vid andra världskrigets utbrott chef för 
Home Fleet. Vid avgången 1940 blev Forbes Admiral of the Fleet och befälhavande amiral i Plymouth, där han kvarstod till 1943.